# PTPMT1
PTPMT1 (англ. Protein tyrosine phosphatase, mitochondrial 1) – білок, який кодується однойменним геном, розташованим у людей на короткому плечі 11-ї хромосоми. Довжина поліпептидного ланцюга білка становить 201 амінокислот, а молекулярна маса — 22 844.
| 10         |  | 20         |  | 30         |  | 40         |  | 50         |
| ---------- |  | ---------- |  | ---------- |  | ---------- |  | ---------- |
| MAATALLEAG |  | LARVLFYPTL |  | LYTLFRGKVP |  | GRAHRDWYHR |  | IDPTVLLGAL |
| PLRSLTRQLV |  | QDENVRGVIT |  | MNEEYETRFL |  | CNSSQEWKRL |  | GVEQLRLSTV |
| DMTGIPTLDN |  | LQKGVQFALK |  | YQSLGQCVYV |  | HCKAGRSRSA |  | TMVAAYLIQV |
| HKWSPEEAVR |  | AIAKIRSYIH |  | IRPGQLDVLK |  | EFHKQITARA |  | TKDGTFVISK |
| T          |  |            |  |            |  |            |  |            |

A: Аланін

C: Цистеїн

D: Аспарагінова кислота

E: Глутамінова кислота

F: Фенілаланін

G: Гліцин

H: Гістидин

I: Ізолейцин

K: Лізин

L: Лейцин

M: Метіонін

N: Аспарагін

P: Пролін

Q: Глутамін

R: Аргінін

S: Серин

T: Треонін

V: Валін

W: Триптофан

Кодований геном білок за функціями належить до гідролаз, протеїн-фосфатаз. 
Задіяний у таких біологічних процесах, як метаболізм ліпідів, біосинтез ліпідів, альтернативний сплайсинг. 
Локалізований у мембрані, мітохондрії, внутрішній мембрані мітохондрії.